# Raymond Holder Wheeler
Pour les articles homonymes, voir Wheeler.
Raymond Holder Wheeler, né en 1892 à Berlin (Massachusetts) et mort en 1961, est un universitaire américain, spécialiste de psychologie, qu'il a appliquée à l'influence du climat sur les cycles sociaux et économiques (cycles Wheeler).

## Biographie
Après des études à l'université Clark, à Worcester (Massachusetts), puis à l'université d'Oregon en 1915, il a combattu en Europe pendant la Première Guerre mondiale de 1917 à 1919.
Professeur titulaire à l'université d'Oregon à partir de 1920, il a été directeur du département de psychologie.
De 1925 à 1947, il a été professeur de psychologie à l'université du Kansas. Ensuite, il a été professeur de psychologie et philosophie à Babson School of Business Administration, Wellesley Hills, Massachusetts.
Wheeler est une autorité en matière de climatologie, en particulier pour ses recherches sur les cycles climatiques et leur influence sur le comportement humain et l'évolution des civilisations. Il a aussi publié sur la psychologie de la forme (Gestalt). Son œuvre la plus connue en ce domaine est Lois de la nature humaine et principes du développement mental, écrit avec F.T. Perkins. 
Les papiers de Wheeler sont conservés à la Kenneth Spencer Research Library de l'université du Kansas.

## Source
- Biographie sur le site de l'université du Kansas.